# Бета Микроскопа
Бета Микроскопа (лат. β Microscopii) — слабая белая звезда в созвездии Микроскопа. Видимая звёздная величина звезды близка к пределу наблюдаемости невооружённым глазом и равна +6,04. На основе измеренного годичного параллакса, равного 6,76 мсд, получена оценка расстояния до звезды, равная 480 световым годам. На таком расстоянии видимая звёздная величина увеличивается вследствие межзвёздного поглощения на 0,19.
Это звезда спектрального класса A2 Vn, где индекс 'n' свидетельствует о форме линий поглощения, характерной для быстрого вращения. Проекция скорости вращения составляет 275 км/с. Радиус звезды в 2,2 раза превышает радиус Солнца, светимость выше солнечной в 66 раз. Эффективная температура фотосферы составляет 8586 K.